# Grete Treier
Grete Treier (Tartu, 12 december 1977) is een Estse wielrenster.

## Carrière
Treier behaalde veel successen op het nationale kampioenschap wielrennen van Estland. Ze werd zes keer nationaal kampioen tijdrijden en vijfmaal won ze de wegwedstrijd. Ook won ze twee etappes in de Ronde van Polen en de Ronde van de Limousin en één in de Ronde van Thüringen. Tweemaal schreef ze het eindklassement in de Ronde van de Limousin op haar naam. Waardoor ze samen met Laurence Leboucher en Marianne Vos recordhoudster is van deze wedstrijd bij de vrouwen.
Treier kwam uit voor Estland bij de wegwedstrijd tijdens de Olympische Zomerspelen 2012 in Londen. Hier finishte ze als zeventiende.

## Overwinningen
2006
 Estisch kampioen tijdrijden, Elite
4e etappe Ronde van Polen
2007
 Estisch kampioen op de weg, Elite
 Estisch kampioen tijdrijden, Elite
1e etappe Ronde van Polen
2008
 Estisch kampioen op de weg, Elite
 Estisch kampioen tijdrijden, Elite
4e etappe Ronde van Thüringen
2010
 Estisch kampioen op de weg, Elite
 Estisch kampioen tijdrijden, Elite
1e en 3e etappe Ronde van de Limousin
2011
 Estisch kampioen op de weg, Elite
 Estisch kampioen tijdrijden, Elite
Eindklassement Ronde van de Limousin
2012
 Estisch kampioen op de weg, Elite
 Estisch kampioen tijdrijden, Elite